# Assur-dugul
Assur-dugul (Assurdugul) fue rey de Asiria durante el agitado período histórico que va, aproximadamente, desde el 1730/1720 a. C. al 1710/1700 a. C. durante el cual siete personajes de origen desconocido se disputaron el poder en Assur. En las listas reales aparecen con la explicación de "hijo de nadie" lo que equivale a decir que no pertenecían a ninguna familia real, y por tanto era un usurpador. Según la lista de reyes de Khorshabad fue el primero y el que más tiempo gobernó de los siete usurpadores, ya que reinó durante seis años. Sus sucesores reinaron seguramente solo meses, quizás solo días.
| Predecesor: Puzur-Sin | Rey de Asiria hacia 1740 a. C. | Sucesor: Ashur-apla-idi |